# Herb kraju Wysoczyna

Herb kraju Wysoczyna

Herb kraju Wysoczyna to jeden z symboli tego kraju. 

## Opis herbu
Tarcza herbowa czwórdzielna w krzyż.
- W polu pierwszym, błękitnym, orzeł w srebrno-czerwoną szachownicę w złotej koronie.
- W polu drugim, srebrnym, jeż czerwony.
- W polu trzecim srebrnym, gałązka jarzębiny z owocami. Na gałązce po jednym liściu z każdej strony.
- W polu czwartym, czerwonym, srebrny lew wspięty o podwójnym ogonie w złotej koronie.

Identyczny wzór posiada heraldyczna flaga kraju.

## Uzasadnienie symboliki herbu
Orzeł jest znanym od średniowiecza symbolem Moraw, na których terenie leży wschodnia część kraju. Z kolei część zachodnią, która leży na terenie historycznej Bohemii symbolizuje lew, będący pierwotnie godłem rodowym Przemyślidów, a później, umieszczony w czerwonym polu, stał się herbem całych Czech. Jeż pochodzi z herbu stolicy kraju − Igławy, natomiast jarząb to drzewo występujące powszechnie na terenie Wysoczyzny.